# Château de Salcrupt
Le château de Salcrupt (ancienne orthographe Salecrup) situé à Saint-Jeures (département français de la Haute-Loire), est une maison forte des XVe et XVIe siècles.

## Historique
La maison forte est inscrite à l'inventaire des monuments historiques le 31 décembre 1996.
Elle fut construit par la famille Besson du Bouchet de Salcrupt qui en fut propriétaire jusqu'à la Révolution Française.